# Motutunga
Motutunga es un atolón del archipiélago de los Tuamotu en Polinesia Francesa. Está administrativamente vinculado a la comuna de Anaa.

## Geografía
Motutunga está ubicado a 20 km al sudeste de Tahanea, la isla más cercana, y a 503 km al este de Tahití. El atolón, de forma ovoide, mide 15 km de longitud y 14 km de anchura máxima para una superficie de tierras emergidas de sólo 1,38 km² – debido a un pequeño número de motu y de un importante arrecife coralino – y una laguna de una superficie de 126 km², accesible por dos pasos estrechos y poco profundos ubicados al norte.
Desde un punto de vista geológico, el atolón es la cúspide coralina (de pocos metros de espesor) de la cumbre del monte volcánico submarino homónimo, que mide 2.970 metros desde el fondo oceánico, formado hace entre 51,3 a 53,0 millones de años.
El atolón no está habitado de manera permanente, aunque hay algunas casas en la entrada de los pasos.

## Historia
La primera mención del atolón por un europeo proviene de James Cook que lo abordavista el 13 de agosto de 1773, y que lo denominó Adventure Island siguiendo el nombre de su barco. El navegante español Domingo de Bonechea visita el atolón el 12 de noviembre de 1774 y lo llama San Julian.
En el siglo XIX, Motutunga se convierte en un territorio francés, estando habitado por un centenar de habitantes autóctonos.

## Flora y fauna
Las características de la fauna y de la flora, sobre todo la presencia de bosques de Pisonia grandis, hacen que desde febrero de 2001 Motutunga, junto con el atolón vecino de Tahanea, se encuentran en la lista de «espacios naturales protegidos y gestionados» de las Tuamotu.